# Молчановка (Краснодарский край)
Молчановка — хутор в Щербиновском районе Краснодарского края России. Самый северный населённый пункт Краснодарского края
Входит в состав Шабельского сельского поселения.

## География
Хутор расположен на южном берегу Таганрогского залива Азовского моря, в 14 км восточнее административного центра поселения — села Шабельского.
Две улицы — Новая и Олейникова.

## История
С конца 2010 года в Молчановке действуют казино Азов-Сити. В конце марта 2012 года власти Краснодарского края заявили, что на месте игорной зоны после запланированного её переноса в район станицы Благовещенской к северу от Анапы в будущем могут построить воинскую часть или кадетский корпус.

## Население
| 2002 | 2010 |
| ---- | ---- |
| 41   | ↘38  |